# Huy (Gemeinde)
Huy település Németországban, azon belül Szász-Anhalt tartományban. Lakosainak száma 6932 fő (2023. december 31.). Huy Schwanebeck és Halberstadt községekkel határos.

## Népesség
A település népességének változása:
| Lakosok száma | 7165 | 7111 | 7084 | 7030 | 6932 |
|               | 2017 | 2019 | 2021 | 2022 | 2023 |